# Силвио Пиола
Силвио Пиола (на италиански: Silvio Piola) (29 септември 1913 – 4 октомври 1996) е италиански футболист, играл през периода 1929 – 1954.

## Кариера
Роден е в Робио Ломелина, областта Павия, на 29 септември 1913 и е един от най-изявените футболисти в историята на италианското калчо.
Пиола започва кариерата си в отбора на Про Верчели, дебютира в Серия А срещу Болоня на 16 февруари 1930 г. Отбелязва 13 гола през първия си сезон на едва 17-годишна възраст. За Про Верчели отбелязва общо 51 гола в 127 мача в Серия А.
През 1934 г. преминава в отбора на Лацио, срещу който е отбелязал първия си гол в Серия А. Пиола се превърнал в герой за Лацио, участвайки във всички шампионатни мачове, дори болен или контузен. На мача на 16 март 1941 г. играе контузен и с превръзка на главата, но въпреки това отбелязва 2 гола. Не без помощта на Пиола, Лацио достига второто място през 1936 – 1937, а шампион тогава е силният отбор на Болоня.
При престоя си в Лацио Пиола е ставал два пъти голмайстор на Серия А – през сезоните 1937 и 1943. След като напуска Лацио, играе един сезон в Торино, където отбелязва 27 гола в едва 23 мача. Около края на войната преминава в отбора на Новара. После, от 1945 до 1947 Пиола играе в Ювентус, преди да се върне в Новара, където остава през следващите 7 сезона.
По странно стечение на обстоятелствата Пиола никога не печели националното първенство.

### Национален отбор
Първият му мач за Италия е срещу Австрия на 24 март 1935 г., когато отбелязва и първия си гол за националния отбор. През 1938 г. става световен шампион, като отбелязва два от головете за Италия при победата на финала с 4 – 2 над Унгария. Пиола има 34 мача за Италия, в които е отбелязал 30 гола.
Последният му международен мач е през 1952, когато Италия завършва наравно с Англия: 1 – 1.
След като се отказва от футбола, Пиола се връща да живее скромно във Верчели. Отива в Рим за честването на шампионската титла на Лацио през 1974.
Силвио Пиола се превръща в символ на световния футбол с неговия известен „удар над главата“ – „задна ножица“ (наречен „ала Пиола“, в стил Пиола).
Пиола е най-добрият голмайстор в историята на Серия А с 274 гола, с 49 гола пред следващия в класацията. Изиграл е 536 (или 537) мача в серия А, нареждайки се 4-ти по този показател във вечната ранглиста за изиграни мачове в Италия.